# キャイ〜ンのクダラン♪
『キャイ〜ンのクダラン♪』は、文化放送にて放送されているラジオ番組である。2009年4月12日放送開始。

## 概要
ランキングという形式を用いて、他のどこでもやっていない調査を行って、順位を発表していき、その結果をもとにキャイ〜ンの2人がトークをしていく《くだらないランキングこそ、より人間の本質に迫ることができる》がモットーのラジオ番組である。
タイトルの「クダラン」とは、「くだらないランキング」の略である。
キャイ〜ンにとってTBSラジオ『ヤンマガ伝説キャイ〜ンDAあ゛〜ん』以来、6年ぶりのラジオ番組であり、文化放送で初のレギュラー番組となる。さらに天野にいたってはニッポン放送『キャイ〜ン天野ひろゆきのMEGAうま!ラジオバーガー!!』時代から数えて3つ目のレギュラーラジオ番組となる。
2013年にはスポンサーのリンガーハットの依頼で新チャーハンを開発するコラボ企画が発進。ウド考案のチャーハンにお茶をかけて食べる『お茶～ハン♪』を同年6月3日に実際に販売を開始した。

2013年10月からタイトルを「キャイ〜ンのタマラン♪」と改称した。

番組開始から2015年3月29日まで、毎週日曜9時00分から30分までの30分枠で放送された（クダラン♪、タマラン♪）。

2015年3月30日から毎週月曜18時40分から55分までの15分に、タイトルも「キャイ〜ンのガクラン♪」になり、リニューアルスタート。

2018年3月12日の放送で3月末を以って終了することが発表された。

## パーソナリティ
- キャイ〜ン（ウド鈴木・天野ひろゆき）

### コーナーレギュラー
- スパローズ（2012年4月～）
- 畠山智妃（2012年4月～）
- 右手愛美（2014年4月～）

## 放送時間
- 毎週月曜 18:30 - 18:45（2016年9月26日より）
- 毎週月曜 18:45 - 19:00（2016年3月28日より）
- 毎週火曜 19:00 - 19:15（2015年9月29日より）
- 毎週月曜 18:40 - 18:55（2015年3月30日より）
- 毎週日曜 9:00 - 9:30（2015年3月29日まで）

## コーナー
オリコンチェック
毎回、キャイ〜ンが選んだ一つのランキングを紹介する。時には「ウドコンチェック」「アマコンチェック」と称して、同じテーマ内でオススメを紹介する事もある。
今週のクダラン♪
オリコンの携帯サイト「オリコン音楽情報」の投票システムを利用して、オリジナルランキングを発表するコーナー。
たまラン♪　～地養卵for the people～
全国地養卵協会がスポンサーについた2010年4月4日放送分から始まったコーナー。地養卵を使った料理をキャイ〜ンが試食し、紹介するコーナー。
三ツ星 店ラン♪
スパローズ・畠山智妃（SDN48）が全国のリンガーハット（当時のスポンサー）のお店を訪れてレポートするコーナー。そのレポートをウドが三ツ星で評価する。
目指せロングラン♪　勝手に新メニュー提案プロジェクト
リンガーハットに、出演者が新メニューを提案するコーナー。
クダランメンバーの新プラン♪勝手に提案プロジェクト
メニューだけでなくイベントやグッズ等の幅広く提案していくコーナーに。
いざ、作ラン♪　『究極の新チャーハン』プロジェクト
リンガーハットからの依頼で新チャーハンを開発する。
いざ、売ラン♪　リンガーハット究極の新チャーハン『お茶～ハン♪』販売促進プロジェクト
「いざ、作ラン♪～」で開発した『お茶～ハン♪』の販売促進計画を出演者で実行するコーナー。
わかラン♪
若手芸人スパローズの作ったオリジナルランキングを紹介するコーナー。(若手のランキングで「わかラン♪」。)そのランキングをウドが三ツ星で評価する。
ちゃきパンマンのそれいけ！　曲紹介
ちゃきパンマンこと畠山智妃が曲紹介をするコーナー。歌手・畠山智妃として、カラオケで歌う時のためのワンポイントを教える。
家族ってタマラン♪
ウド考案。毎回素敵な家族を持つゲストを招いて天野に家族の素晴らしさを伝え、結婚を促すためのコーナー。
2014年2月に当初の目的であった天野が婚約してからは、夫婦円満のコツを聞き出すコーナーに変更。
今週のおしゃべりランキング♪
「キャイ～ンのタマラン♪」に改称リニューアルしたことを契機に「今週のクダラン♪」のコーナータイトルを変更。
「ガチンコランキング」の場合には、選択肢を2つに絞りどちらが勝つかを天野とウドがそれぞれ予想する。
懐かしくてタマラン♪
スパローズ・畠山智妃・右手愛美が持ってきた懐かしい物でトークを刷る。
休日のベテラン♪
スパローズ・畠山智妃・右手愛美が休日の過ごし方を提案する。

## スポンサー
- 2010年 全国地養卵協会・日本製粉・第一パン
- 2011年 雪印メグミルク
- 2012年 リンガーハット
- 2013年・2014年 川口技研[2]
- 2015年 自動車整備振興会

## 特番編成による時間変更または休止
当番組は日曜の朝 - 昼、夕方にかけて文化放送が特番編成を組まれた場合は休止・もしくは放送時間繰り下げの対応を受ける場合がある。これまでにこのような対応となったのは下記の通り。
- 毎年11月1週目は「JAバンクスポーツスペシャル・第○回全日本大学駅伝実況中継（8:00 - 13:50）」放送のため休止する。
- 毎年1月2日、1月3日は箱根駅伝実況中継が行われるため、日曜日にあたる場合は放送を休止する（これまで2010年1月3日、2011年1月2日が該当）。
- 2013年9月1日は防災の日特別番組で、翌週の2013年9月7日も2020年夏季オリンピック開催地決定特番で休止になった。
- 2014年6月12日はワールドカップ中継により休止。

## 使用楽曲
- どぶろっく「女」（2011年3月までのエンディング）
- ブラックビスケッツ「タイミング」（2011年4月から9月までのエンディング）
- ブラックビスケッツ「スタミナ」（番組途中に入るフィラー曲）
- ポケットビスケッツ「Yellow Yellow happy」（番組途中に入るフィラー曲）
- ポケットビスケッツ「Greenman」（番組途中に入るフィラー曲）
- G☆Girls！「魔法をかけて Love Me Do」（2011年9月25日-2012年1月8日のエンディング）
- 西方裕之「日本列島やり直し音頭」（2012年1月15日-9月16日のエンディング）
- 結香「風になりたい」（2012年9月23日-2013年5月19日のエンディング）
- どぶろっく「もしかしてだけど」（2013年5月26日-12月1日のエンディング）
- 朝倉さや「やさしい応援歌」(2013年12月8日のエンディング、ウドがPVに出演していることからこの回のみ使用)
- Chaki「ナナイロード」(2013年12月15日-2013年一杯までのエンディング)
- どぶろっく「新・もしかしてだけど」(2014年1月5日-6月11日のエンディング)
- 花吹雪祭り組(鳥羽一郎・静太郎・天草二郎)「音頭〜寿編〜」(2014年6月18日-10月12日のエンディング)
- チェウニ&ジョニ男+アルファ「ミッドナイト・アワー〜Yokohama Fall in love〜（デュエット・バージョン）」(2014年10月19日-2015年3月29日のエンディング)
- 流れ星 「岐阜ミーチャンス」(2015年9月22日-2016年1月26日のエンディング)
- 少女隊 「未来が待っている〜絆〜」(2016年2月2日-3月22日のエンディング)
- きいやま商店 「まるでーど！」(2016年3月28日-6月30日のエンディング)
- 翠千賀 「夏の終りのハーモニー」(2016年7月4日-10月3日のエンディング)
- KYADEEN（キャイ〜ン,DEEN） 「遊びにいこう！」(2016年10月10日-2017年4月24日 のエンディング)
- 岡ゆう子「しあわせのサンバ」(2017年5月1日- のエンディング)